# UK Rampage 1992
UK Rampage 1992 conosciuto anche come European Rampage Again è stata la terza edizione dell'evento in pay-per-view UK Rampage, prodotto dalla World Wrestling Federation (WWF). L'evento si è svolto il 19 aprile 1992 alla Sheffield Arena di Sheffield.
Dal 5 febbraio 2018, l'evento è disponibile sul WWE Network.
| #          | Incontri                                                                                      | Stipulazioni                                           | Durata |
| ---------- | --------------------------------------------------------------------------------------------- | ------------------------------------------------------ | ------ |
| Dark match | Alan Kilby ha sconfitto Danny Boy Collins                                                     | Single match                                           | N/A    |
| 1          | Tatanka ha sconfitto Skinner                                                                  | Single match                                           | 11:53  |
| 2          | The Legion of Doom (Hawk e Animal) hanno sconfitto Colonel Mustafa e Dino Bravo               | Tag team match                                         | 04:29  |
| 3          | Sid Justice (con Harvey Wippleman) ha sconfitto The Undertaker (con Paul Bearer) per countout | Single match                                           | 05:15  |
| 4          | Randy Savage (c) (con Miss Elizabeth) ha sconfitto Shawn Michaels (con Sensational Sherri)    | Single match per il WWF World Heavyweight Championship | 16:21  |
| 5          | The Mountie (con Jimmy Hart) ha sconfitto Virgil                                              | Single match                                           | 08:57  |
| 6          | Bret Hart (c) ha sconfitto Rick Martel                                                        | Single match per il WWF Intercontinental Championship  | 13:02  |
| 7          | Jim Duggan ha sconfitto Repo Man per squalifica                                               | Single match                                           | 07:14  |
| 8          | The British Bulldog ha sconfitto Irwin R. Schyster (con Jimmy Hart)                           | Single match                                           | 12:48  |